# Guido Muelenaer
Guido Muelenaer (Antwerpen, 1958) is een Belgisch redacteur en journalist.

## Levensloop
Muelenaer studeerde Germaanse filologie aan de UIA, alwaar hij in 1980 afstudeerde als licentiaat.
Na zeven jaar freelance journalist te zijn geweest, ging hij in 1987 aan de slag bij het economisch tijdschrift Trends, waar hij in 2000 werd aangesteld als redactiesecretaris. Hij volgde in oktober 2007 Frans Crols op als hoofdredacteur van het tijdschrift. Zelf werd hij in april 2009 opgevolgd door An Goovaerts.